# المجلس الأعلى للأزهر
المجلس الأعلى للأزهر هو أحد هيثات الأزهر الشريف، يختص بالتخطيط ورسم السياسة العامة لكل ما يحقق الاغراض التي يقوم عليها الأزهر، ورسم السياسة التعليمية التي تسير عليها جامعة الأزهر والمعاهد الأزهرية والاقسام التعليمية، وغير ذلك من الاختصاصات، ويرأسه الإمام الأكبر شيخ الأزهر.

## تشكيل المجلس
يتكون تشكيل المجلس مما يلي:
- شيخ الأزهر وله رئاسة المجلس .
- وكيل الأزهر .
- رئيس جامعة الأزهر .
- نواب رئيس جامعة الأزهر .
- اقدم العمداء في كل فرع من فروع الأزهر بالمحافظات .
- الأمين العام لمجمع البحوث الإسلامية  .
- المستشار القانونى لشيخ الأزهر .
- وكيل الوزارة لشئون المعاهد الأزهرية  .
- الأمين العام للمجلس الأعلى للأزهر .
- أربعة أعضاء من البحوث الإسلامية يختارهم أعضاء المجمع لمدة سنتين ، ويصدر بتعيينهم قرار من شيخ الأزهر .
- أحد وكلاء الوزارة من كل من وزارة الأوقاف ، والعدل ، والتربية والتعليم وشئون الأزهر ، والمالية ، ويصدر بتعيينهم قرار من شيخ الأزهر بناء على ترشيح الوزراء الممثلة وزاراتهم في المجلس .

## اختصاصات المجلس
يختص المجلس بما يلي:
- التخطيط ورسم السياسة العامة لكل ما يحقق الاغراض التي يقوم عليها الأزهر ويعمل لها في خدمة الفكرة الإسلامية الشاملة  .
- رسم السياسة التعليمية التي تسير عليها جامعة الأزهر والمعاهد الأزهرية والاقسام التعليمية في كل ما يتصل بالدراسات الإسلامية والعربية ، واقتراح المواد والمقررات التي تدرس لتحقيق اغراض الأزهر .
- النظر في مشروع ميزانية هيئات الأزهر واعداد الحساب الختامى .
- اقتراح إنشاء الكليات والمعاهد الأزهرية والاقسام التعليمية  .
- قبول الأوقاف والوصايا والهبات.
- النظر في كل مشروع قانون أو قرار جمهوري يتعلق بأي شأن من شئون الأزهر .
- النظر في منح العالمية الفخرية لجامعة الأزهر أو إحدى كلياتها ، بناء على اقتراح الكلية أو الجامعة.
- تشكيل اللجان الفنية الدائمة أو المؤقتة من بين أعضائه أو من غيرهم من المتخصصين لبحث الموضوعات التي تدخل في اختصاصه.
- تدبير اموال الأزهر واستثمارها وادارتها.
- النظر فيما يعهد إليه هذا القانون أو غيره من القوانين والقرارات واللوائح وفيما يعرضه عليه شيخ الأزهر ، وفي كل ما يرى المجلس فائدة في بحثه من المسائل التي تدخل في اختصاصه.
- لا تنفذ قرارات المجلس الأعلى للأزهر فيما يحتاج إلى قرار من الوزير المختص الا بعد صدور هذا القرار ، فاذا لم يصدر منه قرار في شانها خلال الستين يوما التالية لتاريخ وصولها مستوفاة  إلى  مكتبه تكون نافذة  .
- يكون للمجلس الأعلى للأزهر أمين عام ، يصدر بتعيين قرار من رئيس الجمهورية
- يحدد الجدول الملحق باللائحة التنفيذية لهذا القانون مرتبات شيخ الأزهر ووكيله وأمين المجلس الأعلى للأزهر ومكافآت أعضائه .
- يكون للمجلس جهاز يتابع تنفيذ مقرراته ويرأسه الأمين العام للمجلس.